# 후지구치 미쓰노리
후지구치 미쓰노리(일본어: 藤口 光紀, 1949년 8월 17일 ~ )는 일본의 전 축구 선수이다.

## 국가대표팀 경력
그는 1972년 메르데카 국제축구대회에 참가할 일본 국가대표팀에 발탁되었으며, 7월 12일 크메르와의 경기에서 데뷔했다. 1978년 아시안 게임에도 출전했다. 그는 1978년까지 국제 A매치 통산 26경기에 출전, 2득점을 넣었다.

## 통계
| 일본 | 일본 | 일본 |
| 연도 | 출전 | 득점 |
| ---- | ---- | ---- |
| 1972 | 5    | 0    |
| 1973 | 2    | 0    |
| 1974 | 1    | 0    |
| 1975 | 4    | 0    |
| 1976 | 2    | 0    |
| 1977 | 0    | 0    |
| 1978 | 12   | 2    |
| 통산 | 26   | 2    |